# Journal of Intelligence History
Journal of Intelligence History (ISO 4: J. Intell. Hist.; bis 2009 The journal of intelligence history) ist eine seit 2001 halbjährlich erscheinende wissenschaftliche Fachzeitschrift zur Geschichte der Nachrichtendienste mit Peer Review in englischer Sprache. Verlag ist Routledge in der Gruppe Taylor & Francis. Chefredakteure sind Christopher Moran und Shlomo Shpiro. Die Zeitschrift ist das offizielle Organ und Mitteilungsblatt der britischen International Intelligence History Association, ehemals International Intelligence History Study Group. Die Zeitschrift ging aus einem von 1997 bis 1999 erschienenen Newsletter mit dem Titel International Intelligence History Study Group: Newsletter hervor. In den Jahren von 2010 bis 2012 erschien die Zeitschrift nicht. Mit der Neuauflage entfiel der vorangestellte Artikel The im Titel.